# Tacheng

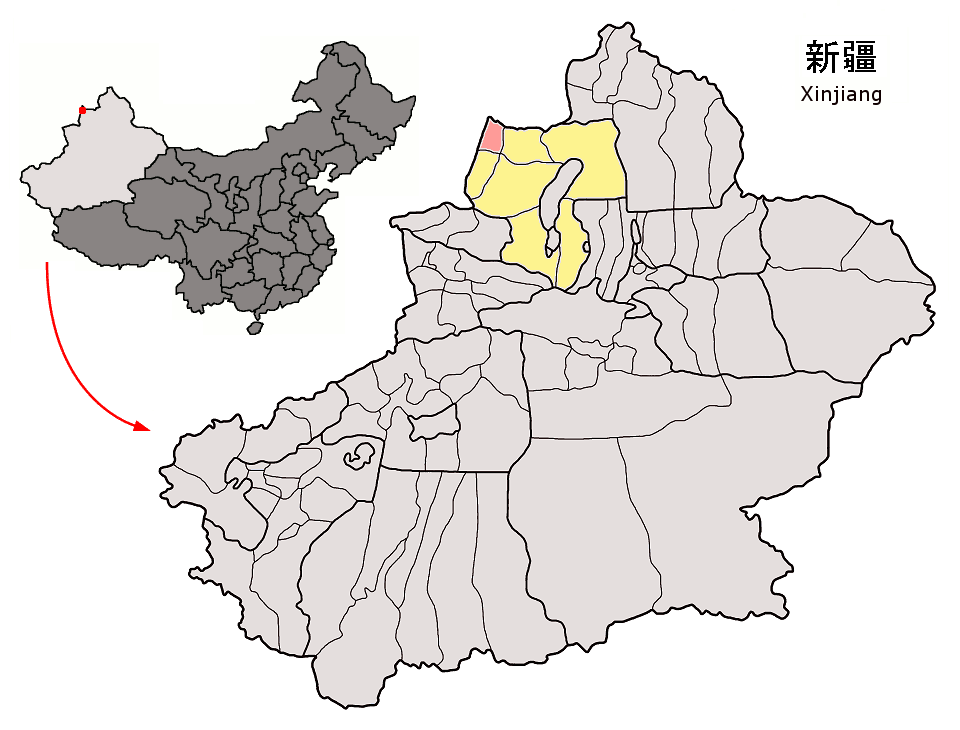
Localização da Cidade de Tacheng (rosa) no Distrito de Tacheng (amarelo) em Sinquião

Tacheng, Uighur چۆچەك (Chöchek ou Qoqek); Cazaque: شاۋەشەك / Шәуешек / Şәweşek) é uma Cidade administrativa (popul. estimada em 1994: 56 400 hab) e capital da "Prefeitura de Tacheng", no norte da "Prefeitura Autônoma de Ili Kazakh", Sinquião, China, ao norte do Vale do Rio Ili. Foi fundada no Século XVI por comerciantes Uigures oriundos de Casgar e Atush.
A cidade já foi chamada Tarbagatai (Mongol: Mongolian: "que tem marmotas") e já foi conhecida nas línguas europeias como Chuguchak ou Chawchak, (seu nome nas Línguas turcomanas).
Está localiza na Zungária, a cerca de 10 km da Fronteira Cazaquistão-China (no ponto quase médio da extensão dessa fronteira). Foi uma  importante cidade comercial na antiga Rota da Seda, e, portanto um importante polo de negócios entre China e Ásia Central, sendo também forte centro de agricultura. Suas indústrias incluem processamento de alimentos, têxteis e utilidades.
O clima é áridos, a temperatura média em janeiro é de -10º C e em julho de 28º C.
Em em outubro de 1864, foi assinado o Protocolo de Chuguchaca, entre o General Mingyi de Uliassutai, representando a Dinastia Qing e a delegação do Império Russo liderada por Ivan Zakharov e Ivan Babkov, que delimitou as fronteiras entre o noroeste da China e o Império Russo.
Por meio daquele acordo, o Império Russo ganhou um amplo território, que incluía o Lago Balcache, o Rio Lepsy, o Rio Aksu, o Rio Kuke-usu, o Rio Kharatala, parte do Rio Ili (a oeste de Ili Birai Tsikin), o Rio Chu, o Rio Talas, a região a montante do Rio Narin, e Temurtu-nor.
No início de 1865, a cidade foi palco de intensos combates durante a Revolta Dungan.

## Cruzamentos da fronteira
O ponto de cruzamento de fronteira Bakhtu entre China e Cazaquistão fica a 17 km de Tacheng. O "checkpoint" no  lado Cazaque é chamado Bakhty e fica a 60 km de Makanchi no Cazaquistão Oriental.